# HELP EVER HURT NEVER
『HELP EVER HURT NEVER』（ヘルプ・エヴァー・ハート・ネヴァー）は、日本のシンガーソングライター・藤井風の1作目のアルバム。2020年5月20日にHEHN RECORDS / ユニバーサルミュージックより発売された。

## 概要
- デビュー曲「何なんw」のほか、配信シングルとしてリリースされた「もうええわ」「優しさ」「キリがないから」にかねてからライブ披露されていた曲や、未発表曲7曲を加えた計11曲が収録された。全楽曲の作詞・作曲を藤井が担当している。
- サウンドプロデューサーには、Tokyo RecordingsのYaffleが迎えられた。アルバムのミックスは、小森雅仁が担当した[26]。
- アルバムタイトル『HELP EVER HURT NEVER』は「常に助け、決して傷つけない」という意味で、藤井の父によく聞かされていた言葉が由来で「全てのことが集約されている」と語っている[27][28]。レーベルの「HEHN RECORDS」は、この言葉の頭文字から来ている[28]。
- 本アルバムのリリース後、収録曲は、2020年10月29日に開催された自身初の武道館ライブ「Fujii Kaze "NAN-NAN SHOW 2020" HELP EVER HURT NEVER」および、2020年12月から2021年1月にかけて開催された自身初の全国ツアー「Fujii Kaze "HELP EVER HALL TOUR"」にてピアノ弾き語り、およびバンドアレンジを施されて披露された。

## 背景
YouTubeにピアノ弾き語りによるカバー動画を投稿していた藤井風は、2018年の夏頃から急激に動画の再生回数が飛躍し、注目を集めるようになり、同時に音楽関係者からも声が掛かるようになったという。そして、現在のマネージャーと出会い「VIVA LA ROCK 2019」を皮切りに、東京のイベントにも度々出演するようになった。その中で藤井は、自身のオリジナル曲を自分の思う形で発表したいという思いを持つようになる。
2019年春に上京し、5月には、ニューヨークに訪れていた。アルバム制作は、帰国後すぐに始まったといい、同時にプロデューサーのYaffleとも出会ったことで、自分では考えられないようなアレンジに刺激を受けたり、音楽の知識も広がった、と語った。
11月17日、LINE CUBE SHIBUYA（渋谷公会堂）にてワンマンライブ「Fujii Kaze "NAN-NAN SHOW"」を開催。翌日11月18日、初のオリジナル曲「何なんw」が、デビューシングルとして配信された。12月24日には、2nd配信シングル「もうええわ」をリリース。2020年1月24日、1st EP『何なんw EP』がリリースされると同時に、本楽曲のミュージックビデオも公開。これをもって、1月24日に藤井は、正式にメジャーデビューを果たした。
2月21日には、2nd EP『もうええわ EP』をリリースすると、3月20日には、本アルバムのリリースを発表。その後、4月・5月と続けて「優しさ」「キリがないから」を先行シングルとしてリリースした。

## リリース
本アルバムは、初回盤と通常盤の2形態でリリースされた。初回盤は、Disc 2に『HELP EVER HURT COVER』と題した "Piano arranged covers" 11曲を収録した2ディスク仕様に加え、アルバムのために撮り下ろした52ページの特製フォトブックが付属した。また、初期ロットには、プレイパスのダウンロードコードが付属した（Disc 2はプレイパス非対応）。
アルバム購入者特典として、東京・大阪にて「Fujii Kaze "JAZZ & PIANO 2020"」と題した100名限定ライブを開催。本公演の応募券は、アルバムに封入された。iTunes Storeでは、プレオーダー限定特典として「何なんw」「もうええわ」「優しさ」のミュージックビデオが付属した。
2020年9月23日には、本アルバムのアナログレコード盤が数量限定でリリースされた。本レコードは、2枚組のゲートフォールド仕様で「何なんw」のインストゥルメンタルバージョン「何なんw (TV MIX)」を収録したソノシートと特大ポスターが付属した。
9月30日には、自身が監修した「オフィシャル・ピアノスコア 藤井 風「HELP EVER HURT NEVER」」をシンコーミュージックより出版した。本スコアは、アルバム収録の全11曲に加え、ボーナススコアとしてピアノカバー3曲を、藤井自らがピアノソロ向けとピアノ弾き語りの2形態で編曲を施しているほか、冒頭には、藤井による各曲の演奏アドバイスも収録されている。
2021年5月20日、本アルバムのリリース1周年を記念して、初回盤のみに付属されたボーナスディスク『HELP EVER HURT COVER』がリリースされた。また、前述のアナログレコード盤の再販も決定した。

## プロモーション
藤井は、本アルバムリリース後の6月にワンマンライブ「Fujii Kaze "NAN-NAN SHOW 2020"」を開催予定であったが、新型コロナウイルス感染拡大の影響により、全公演が中止になった。これを受け、4月26日15時より、ピアノ弾き語りライブを公式YouTubeチャンネルで行った。好評を受け、5月6日にも同時間にライブ配信を行った。
6月17日には、特番『藤井風 HELP EVER HURT "COVER" SPECIAL』が、スペースシャワーTVにて放送された。9月22日には、テレビ朝日系『報道ステーション』に出演。翌日9月23日には、地上波放送にインタビューを追加した完全版が、ANNの公式YouTubeチャンネルで公開された。

### ラジオ出演
藤井は、5月13日から20日にかけて、FM802・FM COCOLOの番組に7回出演し、全7回の出演すべてで生演奏を披露した。出演番組は以下の通り。
- FM COCOLO『MARK'E MUSIC MODE』
2020年5月13日（水）17:00～19:43
- FM802『ROCK KIDS 802 -OCHIKEN Goes ON!!-』
2020年5月14日（木）21:00～23:48
- FM802『MAGIC NUMBER 802』
2020年5月16日（土）19:00～21:00
- FM COCOLO『SUPER J-HITS RADIO』
2020年5月17日（日）18:00～21:00
- FM802『TACTY IN THE MORNING』
2020年5月18日（月）6:00～11:00
- FM COCOLO『CIAO 765』
2020年5月19日（火）6:00～10:53
- FM802『UPBEAT!』
2020年5月20日（水）11:00～14:00

5月30日には、自身3度目となるニッポン放送『オールナイトニッポン0 (ZERO)』のパーソナリティを務めた。番組では「NAN-NAN SHOW@ANN」と銘打って、全公演中止となってしまったライブツアー「Fujii Kaze "NAN-NAN SHOW 2020"」のために用意されたセットリストと「藤井風オールナイトニッポンメドレー」を組み合わせたライブを行った。
- ニッポン放送『藤井風のオールナイトニッポン0 (ZERO)』
2020年5月30日（土）27:00～28:30

その他、FM802の番組などにも出演した。
- FM802『EVENING TAP』
2020年5月28日（木）18:00～21:00
DJ：土井コマキ
- FM802『FRIDAY Cruisin' Map!!』
2020年5月29日（金）12:00～18:00
DJ：飯室大吾

## 評価と受賞歴

### 批評
- ミュージシャンの川谷絵音は「宇多田ヒカル以来の和製R&B」と称し、本アルバムを聴いたとき「ここ何年かで一番才能を感じた」という。また「日本語を自在に操るメロディーを身体で知っている」と指摘し「日本語の難しさを克服し、それを長所にしてしまう恐ろしい才人」と称賛。本アルバムは「ピアノの技術はもちろん、歌声も深みのある声で一般層から玄人までしっかりとファン層に取り込んでいる」と語った[50]。
- 音楽プロデューサーの松尾潔は「新鮮で懐かしい破格ぶり」を指摘し、最も思い出されるアーティストとして川谷と同じく、宇多田ヒカルを想起。「R&B風味とか、ジャズ風味とか、クラシックの素養にしても、全部がほどよいバランスになっている」としたほか、楽曲に関して「全部自分で発しているんだという意識を強く感じる」と述べた[51]。
- ロッキング・オンの古川晋は「こと音楽においても明るいニュースが少ないこの数ヶ月。その中でも藤井 風という才能が多くの人に発見され、そしてこのファーストアルバムが世に放たれたことは間違いなく明るいニュースのひとつだ」と語り、本アルバムは「一人ひとりの心の中にある、綺麗ごとを全部はねのけたところにある、本当の意味で美しい風が吹いている懐かしい場所に連れて行ってくれる」とコメントした[52]。
- 音楽レビューサイト・Mikikiの北野創は「独特の色気を帯びた歌声、洗練されたコード・ワークと歌謡曲の旨味を吸収したメロディー、方言を交ぜながらもナチュラルに響く歌詞――そのどれもが一流」と評価。「今作では、Yaffleにサウンドプロデュースを委ねることで、生音とエレクトロニクスが融合した現代的なソウルミュージックに結実している」と語った[53]。
- AWA公式ライターの萩原梓は、本アルバム、および藤井について「単なるブラックミュージックの模倣にとどまらず、譜割りや語感、歌い方、リズム、サウンド、思想的な部分やその解説動画の投稿に至るまで、あらゆる点で新時代を感じさせてくれる」と語り、藤井を「規格外の新人」と評した[54]。
- 音楽ライターの松本侃士は、収録曲「帰ろう」について「あまりにも軽やかに、あまりにも鮮やかに、あまりにも大胆に、J-POPのスタンダードを更新してしまうような名曲」と評し「全てのネガティブを超越していくかのような清廉なフィーリング。一度聴いた瞬間から不思議と懐かしさを感じさせる美麗なメロディ」「世に出てから間もないタイミングで、一発で圧倒的な普遍を射抜くことができるアーティストは極めて稀であり、彼が誇る傑出した才能の大きさに驚かされる」と語った。また、歌詞については「とても平易な言葉を紡ぎながら、恐ろしいほどに高い精度で人生の真理を射抜いていく歌詞」と評している[55]。また「本楽曲で歌われている〈手放そう〉というメッセージは「きらり」「まつり」「grace」「花」をはじめとした数々の楽曲を通して、他者への愛はセルフケア、セルフラブから始まるということを一貫して歌い続けている。「満ちてゆく」では、極めて平易なメロディに乗せて〈何もないけれど全て差し出すよ 手を放す、軽くなる、満ちてゆく〉と高らかに歌い上げる」と楽曲のメッセージの一貫性をコメントしている[55]。
- 2021年1月10日・17日放送のテレビ朝日系『関ジャム 完全燃SHOW』では、恒例企画「売れっ子プロデューサーが選ぶ2020・年間ベスト10」において、蔦谷好位置が5位に「優しさ」、いしわたり淳治が2位に「何なんw」、川谷絵音が1位に「罪の香り」を選曲した。川谷は「罪の香り」のサビのメロディ、歌詞、コードについて「（自分では）思いつかない」と語り「近年で一番衝撃を受けました。声良し曲良し歌詞良し、非の打ち所がない才人」「こんな、全部持ってる人いました？」「断トツの1位でしたね。来年も藤井くんが1位になるんじゃないかと思ってますけどね」と評した[56]。
- 「第13回CDショップ大賞」大賞＜青＞への選出に際し、本アルバムを選出したCDショップ店員からは「見事なまでの芸術性とポピュラリティが盤面に刻まれた名作。メロディー感覚や歌詞の世界観に先進性を感じさせる一方で、アレンジには、自身の音楽的ルーツがはっきりと見て取れる点が興味深い。日本の音楽界に頼もしい逸材が現れた!!」「藤井風の音楽を知ると自分の中で変革が起こるかもしれない。強烈な存在感を放つ驚異の1stアルバム。ナチュラルな岡山弁と英語がR&Bに乗り、至福のグルーヴを生む。どこか懐かしさのあるメロディに最新のビートを掛け合わせる凄腕のプロデュースはYaffle。ジャパニーズゴスペルとも言える空気感がある。ウィットに富んでいながら、生き方の本質を突いた普遍的な歌詞は、幅広い年代に気付きをもたらす。『HELP EVER HURT NEVER』とは「常に助け、決して傷つけない」。意図せずコロナ禍にリリースされることとなった本作は、このタイミングだったからこそ、心の核に訴えかける本来の力が最大限に引き出されていると感じる。誰もが肌で感じているであろう時代の変わり目の今こそ、風の時代の幕開けだ」「この失望とやるせなさにあふれた2020年に彼が運んでくれた風の力強さにどれだけ救われたことか。この音楽をたくさんの人に届けることがどれだけ糧となったことか。ただ、ただ、感謝」など、称賛のコメントが寄せられた[57]。

### 受賞
| 年     | 音楽賞                               | 賞名                              | 受賞作品                      | 結果 |
| ------ | ------------------------------------ | --------------------------------- | ----------------------------- | ---- |
| 2020年 | MTV VMAJ 2020                        | 最優秀R&Bビデオ賞／Best R&B Video | 「何なんw」ミュージックビデオ | 受賞 |
| 2021年 | 第13回CDショップ大賞                 | 大賞＜青＞                        | 『HELP EVER HURT NEVER』      | 受賞 |
| 2021年 | 第13回CDショップ大賞                 | 中国ブロック賞                    | 『HELP EVER HURT NEVER』      | 受賞 |
| 2021年 | SPACE SHOWER MUSIC AWARDS 2021       | BEST BREAKTHROUGH ARTIST          | N/A                           | 受賞 |
| 2021年 | 第33回ミュージック・ペンクラブ音楽賞 | 《ポピュラー》新人賞              | N/A                           | 受賞 |
| 2023年 | ミュージック・マガジン 2024年3月号   | 21世紀のヴォーカル・アルバム100   | 『HELP EVER HURT NEVER』      | 選出 |

## チャートと売上
本アルバムは、初動20,737枚を売り上げ、2020年6月1日付のBillboard JAPAN総合アルバムチャート「Hot Albums」で、初登場1位を獲得。同週のオリコン週間アルバムランキングでは、2位で初登場を果たした。その後「Hot Albums」でチャートインを続け、リリースから約3か月が経った8月31日付のチャートで、再び上位へ上昇。「Hot Albums」で6位、ダウンロードチャート「Download Albums」で3位を獲得した。
Billboard JAPANの2020年度年間チャートでは「Hot Albums」で34位、「Download Albums」で15位、 アルバムセールスチャート「Top Albums Sales」で33位を獲得した。2021年度年間チャートでは、リリースから約1年半以上が経っているにもかかわらず、「Hot Albums」「Download Albums」では、前年より順位を上げ、「Hot Albums」で29位、「Download Albums」で6位、「Top Albums Sales」で55位を獲得した。翌年の2022年度年間チャートでもランクインを続け、「Hot Albums」で58位、「Download Albums」で18位、「Top Albums Sales」で84位を獲得。
オリコンの2020年度年間ランキングでは41位、2021年度年間ランキングでは54位、2022年度年間ランキングでは89位を獲得した。
| チャート（2020年）           | 順位 |
| ---------------------------- | ---- |
| Hot Albums                   | 1    |
| Download Albums              | 2    |
| Top Album Sales              | 2    |
| オリコン週間アルバム         | 2    |
| オリコン週間デジタルアルバム | 1    |
| オリコン週間合算アルバム     | 2    |

| チャート（2020年）   | 順位 |
| -------------------- | ---- |
| Hot Albums           | 34   |
| Download Albums      | 15   |
| Top Albums Sales     | 33   |
| オリコン年間アルバム | 41   |

| チャート（2021年）   | 順位 |
| -------------------- | ---- |
| Hot Albums           | 29   |
| Download Albums      | 6    |
| Top Albums Sales     | 55   |
| オリコン年間アルバム | 54   |

| チャート（2022年）   | 順位 |
| -------------------- | ---- |
| Hot Albums           | 58   |
| Download Albums      | 18   |
| Top Albums Sales     | 84   |
| オリコン年間アルバム | 89   |

| 国/地域                                             | 認定     | 認定/売上数             |
| --------------------------------------------------- | -------- | ----------------------- |
| 日本（RIAJ）                                        | ゴールド | 134,000（フィジカルCD） |
| * 認定のみに基づく売上数 ^ 認定のみに基づく出荷枚数 |          |                         |

|                | 認定（RIAJ） | 売上/再生回数     |
| 何なんw        | 何なんw      | 何なんw           |
| -------------- | ------------ | ----------------- |
| ダウンロード   | 未公表       | -                 |
| ストリーミング | プラチナ     | 100,000,000回再生 |
| もうええわ     |              |                   |
| ダウンロード   | 未公表       | -                 |
| ストリーミング | ゴールド     | 50,000,000回再生  |
| 優しさ         |              |                   |
| ダウンロード   | 未公表       | -                 |
| ストリーミング | プラチナ     | 100,000,000回再生 |
| 死ぬのがいいわ |              |                   |
| ダウンロード   | 未公表       | -                 |
| ストリーミング | プラチナ     | 100,000,000回再生 |
| 帰ろう         |              |                   |
| ダウンロード   | 未公表       | -                 |
| ストリーミング | ゴールド     | 50,000,000回再生  |

## 収録内容
英題は、ブックレットに記載されているもの。
| 全作詞・作曲: 藤井風、全編曲: Yaffle。 |                                                                 |        |            |      |
| #                                      | タイトル                                                        | 作詞   | 作曲・編曲 | 時間 |
| 1.                                     | 「何なんw」(Nan-nan / WTF lol)                                  | 藤井風 | 藤井風     | 5:20 |
| 2.                                     | 「もうええわ」(Mou ee wa / I'm Over It)                         | 藤井風 | 藤井風     | 5:01 |
| 3.                                     | 「優しさ」(Yasashisa / Kindness)                                | 藤井風 | 藤井風     | 4:00 |
| 4.                                     | 「キリがないから」(Kiri ga nai kara / Cause It's Endless)       | 藤井風 | 藤井風     | 3:37 |
| 5.                                     | 「罪の香り」(Tsumi no Kaori / Flavor Of Sin)                    | 藤井風 | 藤井風     | 3:34 |
| 6.                                     | 「調子のっちゃって」(Choushi Nocchatte / Oops I Pushed My Luck) | 藤井風 | 藤井風     | 4:42 |
| 7.                                     | 「特にない」(Toku ni nai / Not Particularly)                    | 藤井風 | 藤井風     | 3:25 |
| 8.                                     | 「死ぬのがいいわ」(Shinu no ga ii wa / I'd Rather Die)          | 藤井風 | 藤井風     | 3:05 |
| 9.                                     | 「風よ」(Kaze yo / Hey Mr.Wind)                                 | 藤井風 | 藤井風     | 4:44 |
| 10.                                    | 「さよならべいべ」(Sayonara BABY)                               | 藤井風 | 藤井風     | 4:20 |
| 11.                                    | 「帰ろう」(Kaerou / Go Home)                                    | 藤井風 | 藤井風     | 4:44 |
| 合計時間:                              | 合計時間:                                                       | 46:32  |            |      |

| #         | タイトル                                                | 作詞・作曲                                                                             | 時間  |
| --------- | ------------------------------------------------------- | -------------------------------------------------------------------------------------- | ----- |
| 1.        | 「Close To You」(カーペンターズのカバー曲)              | Burt Bacharach, Hal David                                                              | 3:38  |
| 2.        | 「Shape Of You」(エド・シーランのカバー曲)              | Ed Sheeran, Johnny McDaid                                                              | 2:25  |
| 3.        | 「Back Stabbers」(オージェイズのカバー曲)               | Leon huff, Gene McFadden, John Whitehead                                               | 3:08  |
| 4.        | 「Alfie」(バート・バカラックのカバー曲)                 | Hal David（作詞）, Burt Bacharach（作曲）                                              | 2:32  |
| 5.        | 「Be Alright」(アリアナ・グランデのカバー曲)            | Tommy Brown, Victoria Monét, Khaled Rohaim, Nicholas Audino, Lewis Hughes, Willie Tafa | 3:04  |
| 6.        | 「Beat It」(マイケル・ジャクソンのカバー曲)             | Michael Jackson                                                                        | 3:21  |
| 7.        | 「Don't Let Me Be Misunderstood」(アニマルズのカバー曲) | Bennie Benjamin, Gloria Caldwell, Sol Marcus                                           | 2:38  |
| 8.        | 「My Eyes Adored You」(フランキー・ヴァリのカバー曲)    | Bob Crewe, Kenny Nolan                                                                 | 3:39  |
| 9.        | 「Shake It Off」(テイラー・スウィフトのカバー曲)        | Taylor Swift, Max Martin, Karl Johan Schuster                                          | 4:22  |
| 10.       | 「Stronger Than Me」(エイミー・ワインハウスのカバー曲)  | Amy Winehouse, Salaam Remi                                                             | 3:46  |
| 11.       | 「Time After Time」(ダイナ・ワシントンのカバー曲)       | Sammy Cahn, Jule Styne                                                                 | 4:06  |
| 合計時間: | 合計時間:                                               | 合計時間:                                                                              | 36:39 |

## 楽曲解説
本アルバムは、藤井のピアノ主体のソングライティングに加え、Tokyo Recordings（現・TOKA）のYaffleが、サウンドプロデュースを担当しており、R&B・ヒップホップ・歌謡曲などの多様なエッセンスを吸収したモダンなサウンドが特徴となっている。
以下、藤井がアルバムリリース前に公式YouTubeチャンネルにて配信したListening Partyで語ったセルフライナーノーツ。

何なんw
2019年11月18日にリリースされたデビューシングルであり、本アルバムのリード曲。デビューシングルを作ろう、と思って作ったデビューシングル。どこを切っても、自分らしいと胸を張って言えるような曲にしたかった。だから、口癖をサビに持ってきて、大好きな90年代風R&Bサウンドで、自分の心地いい方言で、気持ちよく歌って、タイトルに草も生やした。w
「何なん」縛りで考えようとした歌詞は、何ヶ月も寝かせたけど、ふと「誰しもの中に存在するハイヤーセルフが、ダメな自分に語りかける」というコンセプトが降ってきた。結果、これ以上考えられないようなデビューシングルになった。

もうええわ
2019年12月24日にリリースされた2nd配信シングル。ヒップホップに影響されたというサウンドに乗せて、人生のあらゆる執着からの解放が歌われている。もしも「何なんw」がデビューシングルに出来なかったら「もうええわ」でもええわと思えるくらい、思い入れの強いセカンドシングル。ヒップホップに影響されたサウンドに乗せて、ちょっと汚くて、暗くて、ワルい世界観を表現できた。 「俗世・執着からの解放」を裏テーマに、人生におけるあらゆるネガティブなエネルギーに「もうええわ」する、自由の歌。

優しさ
2020年4月17日にリリースされた3rd配信シングル。「優しさ」って「強さ」。「優しさ」って、最強。人と接するうちに、そんなことを感じるようになった。冷たいピアノ、エモーショナルなストリングス、緊張感のあるビートにのせて全力で歌った「優しさ」へのラブソング。

キリがないから
2020年5月15日にリリースされた4th配信シングル。スリリングなベースに、トラップ風のビートが絡む。Yaffle氏のアレンジが冴え渡る、疾走感と高揚感にあふれたクールな楽曲。要らんものを断ち切って、変化を恐れず、進化し続けることを誓った、決意の歌。

罪の香り
プログレ、ジャズ、ラテン、など色んな香りの漂うサウンドが圧倒的。罪への恐れを歌った楽曲。アルバムで唯一、ホーンセクションが入っていることもあり、熱気や生気にあふれた、アツい仕上がりになっている。

調子のっちゃって
ジリジリと、徐々に盛り上がっていく。噛めば噛むほど味が出てくるスルメ曲。お笑いラブ（ゆりやんレトリィバァよりインスパイア）なタイトルからは想像できない、とにかくアダルトなムードにしたかった。この自分への戒めのような曲を書いてからは、多分あまり調子にのってない。（と思いたい）

特にない
Lo-fiヒップホップの心地よさ、暖かさを意識した、アルバムの折り返し地点となる一曲。日本語と英語のセクションが混在した歌詞で「足るを知る」の精神を、淡々と、かつ切々と歌っている。（つもり）

死ぬのがいいわ
上京後、買い物帰りに「あなたとこのままおサラバするより 死ぬのがいいわ〜♩」というフレーズが降りてきた。ずいぶん昭和な歌詞とメロディだなと思ったけど、それがイマっぽいトラップ風ビートと合わさったおかげで、絶妙にオモロい個性的な曲になって大満足！

風よ
自分のルーツの一つである、昭和歌謡を全面に押し出した一曲。Yaffle氏の現代解釈による、極力シンプルに削ぎ落とされたアレンジが、この曲の哀愁をいっそう引き立ててくれた。神さまを、吹く風に重ね合わせて、導いて欲しいと願う祈りの歌。

さよならべいべ
上京するときの心情は、歌にしといたほうがいい。と言われた。自分でもそう思った。それがまさかの、こんなロックチューンになろうとは！自分でも思ってなかった。アルバムの中で異彩を放っているリアルな上京ソング。

帰ろう
本アルバムのフィナーレを飾る、ノスタルジックな旋律で独自の死生観が描かれた1曲。この曲を発表するまでは死ねない。この曲を発表するために日本語の曲を作ろう。とまで思わされた一曲。それまでデタラメな言語で曲を作っていた自分にとって、この曲のサビのメロディが日本語で降りてきたことが、日本語の曲を書きはじめるきっかけになった原点。「死ぬために、どう生きるか」人生を、帰り道に重ね合わせて、自問自答した。ファーストアルバムの締めくくりには、この曲以外には無い。

## クレジット
- 藤井風：Vocals, Piano
- 裕木レオン：Drums (#1, 2, 5, 6, 7, 10, 11)
- 小林修己：Electric Bass (#1, 5, 10, 11)
- 勝矢匠：Double Bass (#7)
- 大月文太：Electric Guitar (#1, 2, 5, 10), Acoustic Guitar (#9)
- 福岡たかし：Percussion (#5, 6, 9, 11)
- 吉澤達彦：Trumpet (#5)
- 大場なつき：Flute (#5)
- 小田采奈：Baritone Sax (#5)
- 石井裕太：Tenor Sax (#5)
- 高井天音：Trombone (#5)
- 小寺里奈：1st Violin (#3, 6, 11)
- 矢野小百合：2nd Violin (#3)
- 亀田夏絵：2nd Violin (#6, 11)
- 榎戸崇浩：Viola (#3)
- 菊池幹代：1st Viola (#6, 11)
- 舘泉礼一：2nd Viola (#6, 11)
- 水野由紀：Cello (#3, 6, 11)

## HELP EVER HURT COVER
『HELP EVER HURT COVER』（ヘルプ・エヴァー・ハート・カヴァー）は、日本のシンガーソングライター・藤井風の1作目のカバーアルバム。2021年5月20日にHEHN RECORDS / ユニバーサルミュージックより発売された。

### 概要
1stアルバム『HELP EVER HURT NEVER』の初回盤に特典として、ピアノ弾き語りによる洋楽カバー11曲が収録されたボーナスディスクであり、2021年4月16日『HELP EVER HURT NEVER』のリリース1周年を記念して、2021年5月20日に復刻リリースされることが発表された。また同日『HELP EVER HURT NEVER』のアナログレコード盤の再販が発表された。
1st EP『何なんw EP』や2nd EP『もうええわ EP』に収録された、カーペンターズ「Close To You」やエド・シーラン「Shape of You」に加え、マイケル・ジャクソン「Beat It」、エイミー・ワインハウス「Stronger Than Me」など、時代を超えて輝き続ける曲を藤井のピアノアレンジで仕上げている。
2020年6月17日には、アルバムリリースを記念し、特番『藤井風 HELP EVER HURT "COVER" SPECIAL』が、スペースシャワーTVにて放送され、藤井本人が、収録曲との出会いやアレンジに込めた思いを実演を交えながら語った。さらに、学生時代のエピソードや、音楽活動に大きな影響をもたらしたというYouTubeの存在などについてのトークも繰り広げた。番組の終盤には、自身の原点と語るジャズのスタンダードナンバー「Time After Time」をピアノ弾き語りで披露した。インタビュアーは、藤井との共演経験もあるFM802のDJ・飯室大吾が務めた。
9月30日に出版された「オフィシャル・ピアノスコア 藤井 風「HELP EVER HURT NEVER」」には、本アルバムより「Close To You」「Shape of You」「Time After Time」の3曲が、ボーナススコアとして収録された。

### 収録内容
1. Close To You（カーペンターズのカバー曲）
2. Shape Of You（エド・シーランのカバー曲）
3. Back Stabbers（オージェイズのカバー曲）
4. Alfie（バート・バカラックのカバー曲）
5. Be Alright（アリアナ・グランデのカバー曲）
6. Beat It（マイケル・ジャクソンのカバー曲）
7. Don't Let Me Be Misunderstood（アニマルズのカバー曲）
8. My Eyes Adored You（フランキー・ヴァリのカバー曲）
9. Shake It Off（テイラー・スウィフトのカバー曲）
10. Stronger Than Me（エイミー・ワインハウスのカバー曲）
11. Time After Time（ダイナ・ワシントンのカバー曲）

## Fujii Kaze "HELP EVER HALL TOUR"
「Fujii Kaze "HELP EVER HALL TOUR"」（ふじい かぜ "ヘルプ・エヴァー・ホール・ツアー"）は、日本のシンガーソングライター・藤井風が2020年12月25日から2021年1月31日にかけて行った自身初の全国ツアー。

### 概要
本ツアーのチケットは、アルバムに封入されているシリアルコードを使って先行申込する形となっていた（当選確認は、10月30日より可能）ほか、11月9日より一般発売分の抽選申込受付が開始された（当選確認は、11月18日より可能）。また、2021年1月以降開催の公演では、チケプラTradeにてチケットの公式トレードが実施された。公演は、新型コロナウイルス感染拡大防止の観点から、各地開催会場のキャパシティ50%、市松模様の座席配置にて開催された。
カバーアルバム『HELP EVER HURT COVER』および、配信限定EP『へでもねーよ EP』『青春病 EP』収録の洋楽カバーが会場SEとして用いられた（うち「Good As Hell」は、開演時のSEとして使用された）。
2021年3月19日、本ツアーのフィナーレを飾った、地元である岡山県・岡山市民会館での「さよならべいべ」の公演映像が、公式YouTubeチャンネルにて公開された。本動画は、新型コロナウイルス感染拡大の影響を受け、延期・中止した主催事業者が政府から補助を受けるJ-LODlive補助金申請の対象動画となっている。

### メンバー
- 藤井風 - ボーカル、ピアノ、サックス
- 大月文太 - ギター
- 真船勝博 - ベース
- 佐治宣英 - ドラムス

### セットリスト
公演では、アルバム『HELP EVER HURT NEVER』の全収録曲、および配信シングルとしてリリースされた「へでもねーよ」「青春病」のほか、当時未発表だった「旅路」のピアノ弾き語りや、各開催地にちなんだ楽曲を含むカバー曲が演奏された。藤井は、ピアノ弾き語りを中心に、一部の楽曲ではサックスも披露した。

### 日程
| 開催日 | 開催日   | 開催日 | 都市           | 会場                          |
| 年     | 月日     | 曜日   | 都市           | 会場                          |
| ------ | -------- | ------ | -------------- | ----------------------------- |
| 2020年 | 12月25日 | 金曜   | 神奈川県座間市 | ハーモニーホール座間          |
| 2020年 | 12月27日 | 日曜   | 埼玉県三郷市   | 三郷市文化会館 大ホール       |
| 2021年 | 1月9日   | 土曜   | 東京都世田谷区 | 昭和女子大学人見記念講堂      |
| 2021年 | 1月10日  | 日曜   | 東京都世田谷区 | 昭和女子大学人見記念講堂      |
| 2021年 | 1月16日  | 土曜   | 宮城県仙台市   | 東京エレクトロンホール宮城    |
| 2021年 | 1月17日  | 日曜   | 愛知県名古屋市 | 名古屋市公会堂                |
| 2021年 | 1月21日  | 木曜   | 大阪府大阪市   | オリックス劇場                |
| 2021年 | 1月24日  | 日曜   | 北海道札幌市   | 道新ホール                    |
| 2021年 | 1月27日  | 水曜   | 兵庫県神戸市   | 神戸国際会館 こくさいホール   |
| 2021年 | 1月28日  | 木曜   | 福岡県福岡市   | 福岡市民会館                  |
| 2021年 | 1月30日  | 土曜   | 香川県高松市   | サンポートホール高松 大ホール |
| 2021年 | 1月31日  | 日曜   | 岡山県岡山市   | 岡山市民会館                  |

## テレビ披露
| 出演日         | タイトル       | 番組名                   | 放送局  |
| -------------- | -------------- | ------------------------ | ------- |
| 2022年12月31日 | 死ぬのがいいわ | 第73回NHK紅白歌合戦      | NHK総合 |
| 2024年3月16日  | 死ぬのがいいわ | tiny desk concerts JAPAN | NHK総合 |

## 参考資料
- 「藤井風」『MUSICA 2022年5月号』第181巻、FACT、8-69頁、2022年5月15日。ASIN B09YDLJ3MS。